# Mariam (film)
Pour plus de détails, voir Fiche technique et Distribution.
Mariam (مريم) est un film du réalisateur syrien Basil Al-Khatib, tourné en Syrie pendant le conflit syrien. Il aurait remporté des prix aux festivals d'Oran en Algérie et de Dakhla au Maroc. En revanche, il a été retiré de la sélection officielle du festival international du film de Dubaï, à cause de la signature du réalisateur Basil Al-Khatib à une déclaration demandant des réformes démocratiques sous le contrôle du président Bachar el-Assad.

Par son histoire il a été comparé au film The Hours de Stephen Daldry.

## Synopsis
Mariam raconte l'histoire de trois femmes portant ce même prénom et vivant chacune à une époque où la Syrie est en guerre (1918, juste avant la fin de la Première guerre mondiale ; 1967, la guerre israélo-arabe et 2012, le conflit actuel).

## Distribution[4]
- Solaf Fawakhrji
- Abed Fahed
- Assad Fida
- Dima Qandalft
- Sabah al-Jazaeri